# Michael Bendetti
Michael Bendetti (* 21. August 1967 in Long Beach, Kalifornien) ist ein ehemaliger US-amerikanischer Schauspieler und Filmproduzent. Er war vor allem in den späten 1980er und in den 1990er Jahren im Film- und Fernsehbereich tätig und wurde im deutschsprachigen Raum vor allem durch seine Rolle als Officer Anthony „Mac“ McCann in der Fernsehserie 21 Jump Street – Tatort Klassenzimmer bekannt, in der er von 1990 bis 1991 in insgesamt 20 Folgen zum Einsatz kam.

## Leben
Der an der Westküste der Vereinigten Staaten geborene Bendetti genoss einen großen Teil seiner Ausbildung als Schauspieler im Neighborhood Playhouse in New York City an der Ostküste der Vereinigten Staaten. Nach seinem dortigen Abschluss fand er im Jahre 1988 zu seinen ersten Engagements im Film- und Fernsehbereich, als er im 1988 veröffentlichten Mafiafilm Dark Angel eine unwesentliche Nebenrolle innehatte. Noch im gleichen Jahr folgte für Bendetti eine Hauptrolle im Film Screwball Hotel. Nach jeweils einem Auftritt in einer Folge von Ein Vater zuviel (1989) und Doogie Howser, M.D. (1990) hatte er im Jahre 1990 in Das große Erdbeben in L.A. eine weitere Filmrolle, in der er allerdings nur einen unwesentlichen Charakter mimte. Außerdem schaffte er es im selben Jahr in den Cast der bereits seit 1987 laufenden Fernsehserie 21 Jump Street – Tatort Klassenzimmer und war dabei bis zum Auslaufen der Serie im folgenden Jahr in insgesamt 20 Episoden als eine der Hauptfiguren zu sehen.
Seine Rolle als Officer Anthony „Mac“ McCann war auch die für ihn erfolgreichste in seiner gesamten Schauspielerkarriere. Danach folgten nur mehr einige Kurzauftritte in Fernsehserien und Filmen wie Baywatch – Die Rettungsschwimmer von Malibu (1992; 1 Folge), Im Bann des Voodoos (1992), Foxy Fantasies (1994; 1 Folge) und Amanda und der Außerirdische. Danach blieb es rund fünf Jahre ruhig um den einstigen „21 Jump Street“-Star, ehe er im Jahre 2000 in einer Videoproduktion von Red Shoe Diaries, unter welchem Namen Foxy Fantasies in den Vereinigten Staaten lief, zu sehen. Das Video mit dem Titel Red Shoe Diaries 14: Luscious Lola war auch seine letzte nennenswerte Produktion. Etwa zur selben Zeit beendete er auch seine aktive Karriere als Schauspieler und Filmproduzent. Die Zeit zwischen 1995 und 2000 wurde nur durch Bendettis Mitarbeit im Film Traumpaar wider Willen (1998) unterbrochen, in dem er neben Michael DeLuise, mit dem er bereits zuvor einige Male zusammengearbeitet hatte, und Scott Stephens als Ausführender Produzent tätig war. Zurzeit lebt Bendetti in Los Angeles bzw. im nahegelegenen Santa Monica.

## Filmografie
Filmauftritte (auch Kurzauftritte)
- 1988: Dark Angel (Lady Mobster)
- 1988: Screwball Hotel
- 1990: Das große Erdbeben in L.A. (The Big One: The Great Los Angeles Earthquake)
- 1992: Im Bann des Voodoos (Netherworld)
- 1995: Amanda und der Außerirdische (Amanda and the Alien)
- 2000: Red Shoe Diaries 14: Luscious Lola

Serienauftritte (auch Gast- und Kurzauftritte)
- 1989: Ein Vater zuviel (My Two Dads) (1 Folge)
- 1990: Doogie Howser, M.D. (1 Folge)
- 1990–1991: 21 Jump Street – Tatort Klassenzimmer (21 Jump Street) (20 Folgen)
- 1992: Baywatch – Die Rettungsschwimmer von Malibu (Baywatch) (1 Folge)
- 1994: Foxy Fantasies (Red Shoe Diaries) (1 Folge)

Engagement als Produzent
- 1998: Traumpaar wider Willen (Between the Sheets)